# دوغلاس إيفانز (ممثل)
دوغلاس إيفانز (بالإنجليزية: Douglas Evans)‏ مواليد 26 يناير 1904 - الوفاة 25 مارس 1968، هو ممثل أمريكي.

## الأعمال
- السيد سميث يذهب إلى واشنطن
- ابنة المزارع
- ابنة نبتون
- بين منتصف الليل والفجر
- الرجل الهادىء
- الوحش المغناطيسي
- ذا أوسكار

## روابط خارجية
- دوغلاس إيفانز على موقع IMDb (الإنجليزية)
- دوغلاس إيفانز على موقع ألو سيني (الفرنسية)
- دوغلاس إيفانز على موقع أول موفي (الإنجليزية)
- دوغلاس إيفانز على موقع قاعدة بيانات الأفلام السويدية (السويدية)
- دوغلاس إيفانز على موقع قاعدة بيانات الفيلم (الإنجليزية)
- دوغلاس إيفانز على موقع كينوبويسك (الروسية)